# 徳島インディゴソックスの選手一覧
徳島インディゴソックスの選手一覧（とくしまインディゴソックスのせんしゅいちらん）は、四国アイランドリーグplusの徳島インディゴソックスに所属する選手・監督・コーチ、およびかつて所属していた主な選手の一覧である。

## 現役選手・スタッフ
※選手については出場登録（契約）者と練習生の両方を含む（シーズン中に頻繁に登録者・練習生が入れ替わるため、本リスト上では特に区別をおこなわない）。

### 監督・コーチ
| 名前     | 背番号 | 役職                     |
| -------- | ------ | ------------------------ |
| 岡本哲司 | 82     | 監督                     |
| 岩﨑哲也 | 80     | ヘッド兼アカデミーコーチ |
| 橋本球史 | 92     | 野手コーチ               |

### 投手
| 名前       | 背番号 | 投打 | 備考                 |
| ---------- | ------ | ---- | -------------------- |
| 山崎正義   | 11     | 右右 |                      |
| 久野光汰   | 13     | 右右 | 2025年度新入団       |
| 権田翼     | 14     | 右左 | 2025年度新入団       |
| 小林禅     | 15     | 右右 | 2025年度新入団       |
| 斎藤佳紳   | 16     | 右左 |                      |
| 安田晃典   | 17     | 右右 | 2025年度新入団       |
| 杉本幸基   | 18     | 右右 | 副キャプテン（投手） |
| 白川恵翔   | 19     | 右右 | 副キャプテン（投手） |
| 安藤銀杜   | 20     | 右右 | 2025年度新入団       |
| 篠崎国忠   | 21     | 右右 |                      |
| 高橋快秀   | 23     | 右右 |                      |
| 武藤翔也   | 38     | 左左 | 2025年度新入団       |
| 荒木誠也   | 39     | 右右 | 2025年度新入団       |
| 石井康輝   | 41     | 右右 | 2025年度新入団       |
| 秋山哉太   | 56     | 左左 | 2025年度新入団       |
| 荒木隆之介 | 57     | 右右 |                      |
| 鎌田州真   | 66     | 右左 | 2025年度新入団       |
| 松山心     | 78     | 右右 | 2025年度新入団       |
| 田代涼太   | 99     | 左左 | 2025年度新入団       |

### 捕手
| 名前       | 背番号 | 投打 | 備考                 |
| ---------- | ------ | ---- | -------------------- |
| 岸本暖     | 2      | 右右 |                      |
| 篠塚大雅   | 10     | 右右 | 2025年度新入団       |
| 江口亘     | 12     | 右右 | 2025年度新入団       |
| 竹石寛     | 31     | 右左 | 副キャプテン（野手） |
| 小角翼     | 32     | 右右 |                      |
| 小野航太郎 | 59     | 右右 | 2025年度新入団       |

### 内野手
| 名前     | 背番号 | 投打 | 備考                 |
| -------- | ------ | ---- | -------------------- |
| 森高祐吏 | 0      | 右右 | 2025年度新入団       |
| 池田凜   | 1      | 右左 | 2025年度新入団       |
| 中川聖也 | 33     | 右左 |                      |
| 楠田喬脩 | 40     | 右左 | 2025年度新入団       |
| 佐伯大優 | 42     | 右右 | 副キャプテン（野手） |
| 岩本琉至 | 52     | 右左 | 2025年度新入団       |
| 寺井広大 | 55     | 右左 | 2025年度新入団       |

### 外野手
| 名前       | 背番号 | 投打 | 備考                           |
| ---------- | ------ | ---- | ------------------------------ |
| 岸本大希   | 7      | 右左 |                                |
| 笹浪竜     | 9      | 右左 |                                |
| 加田拓哉   | 25     | 右右 | 2025年度新入団                 |
| 藤原佑     | 28     | 右右 | 2025年度新入団                 |
| 今村龍之介 | 44     | 右左 | キャプテン、内野手登録より変更 |
| 山本倫彰   | 77     | 右右 | 2025年度新入団                 |

## 過去に在籍した主な選手

### NPB入団選手
※年はNPB入団前の最終所属年度。当球団から直接入団した選手に限る。
- 2007年
  - 小林憲幸 - 千葉ロッテマリーンズ（育成ドラフト3位、2008年 - 2009年）
- 2009年
  - 荒張裕司 - 北海道日本ハムファイターズ（ドラフト6位、2010年 - 2016年）
  - ディオーニ・ソリアーノ - 広島東洋カープ（2009年途中 - 2011年）
  - ウィルフィレーセル・ゲレロ - 広島東洋カープ（2010年 - 2011年）
- 2010年
  - 弦本悠希 - 広島東洋カープ（ドラフト7位、2011年 - 2013年）
- 2011年
  - 富永一 - 広島東洋カープ（育成ドラフト1位、2012年 - 2013年）
- 2013年
  - 東弘明 - オリックス・バファローズ（育成ドラフト1位、2014年）
- 2014年
  - 入野貴大 - 東北楽天ゴールデンイーグルス（ドラフト5位、2015年 - 2018年）
  - 山本雅士 - 中日ドラゴンズ（ドラフト8位、2015年 - 2018年）
- 2015年
  - 増田大輝 - 読売ジャイアンツ（育成ドラフト1位、2016年 - ）
  - 吉田嵩 - 中日ドラゴンズ（育成ドラフト2位、2016年 - 2018年）
- 2016年
  - ハ・ジェフン - 東京ヤクルトスワローズ（2016年） 2017 - 2018年徳島に復帰。
  - ガブリエル・ガルシア - 読売ジャイアンツ（2016年）
  - 福永春吾 - 阪神タイガース（ドラフト6位、2017年 - 2020年）、2021年徳島に復帰。
  - 木下雄介 - 中日ドラゴンズ（育成ドラフト1位、2017年 - 2021年）※中日在籍中に死去
- 2017年
  - 伊藤翔 - 埼玉西武ライオンズ（ドラフト3位、2018年 - 2024年）
  - 大藏彰人 - 中日ドラゴンズ（育成1位、2018年 - 2020年）
- 2018年
  - 鎌田光津希 - 千葉ロッテマリーンズ（育成ドラフト1位、2019年 - 2020年）
- 2019年
  - 上間永遠 - 埼玉西武ライオンズ（ドラフト7位、2020年 - ）
  - 岸潤一郎 - 埼玉西武ライオンズ（ドラフト8位、2020年 - ）
  - 平間隼人 - 読売ジャイアンツ（育成ドラフト1位、2020年 - 2022年）
- 2020年
  - 行木俊 - 広島東洋カープ（ドラフト5位、2021年 - 2023年）
  - 戸田懐生 - 読売ジャイアンツ（育成ドラフト7位、2021年 - ）
- 2021年
  - 村川凪 -  横浜DeNAベイスターズ（育成ドラフト1位、2022年 - 2024年）
  - 古市尊 - 埼玉西武ライオンズ（育成ドラフト1位、2022年 - ）
- 2022年
  - 日隈モンテル - 埼玉西武ライオンズ（育成ドラフト2位、2023年 - ）
  - 茶野篤政 - オリックス・バファローズ（育成ドラフト4位、2023年 - ）
  - 中山晶量 - 北海道日本ハムファイターズ（育成ドラフト2位、2023年 - ）
- 2023年
  - 椎葉剛 - 阪神タイガース（ドラフト2位、2024年 - ）
  - 宮澤太成 - 埼玉西武ライオンズ（ドラフト5位、2024年 - ）
  - 井上絢登 - 横浜DeNAベイスターズ（ドラフト6位、2024年 - ）
  - シンクレアジョセフ孝ノ助 - 埼玉西武ライオンズ（育成ドラフト1位、2024年 - ）登録名「シンクレア」
  - 谷口朝陽 - 埼玉西武ライオンズ（育成ドラフト2位、2024年 - ）
  - 藤田淳平 - 福岡ソフトバンクホークス（育成ドラフト7位、2024年 - ）
- 2024年
  - 加藤響 - 横浜DeNAベイスターズ（ドラフト3位、2025年 - ）
  - 中込陽翔 - 東北楽天ゴールデンイーグルス（ドラフト3位、2025年 - ）
  - 工藤泰成 - 阪神タイガース（育成1位、2025年 - ）
  - 川口冬弥 - 福岡ソフトバンクホークス（育成6位、2025年 - ）

### 海外プロリーグ入団選手
※年は海外プロリーグ入団前の最終所属年度。当球団から直接入団した選手に限る。
- 2017年
  - 陳品捷（中国語版） - CPBL・富邦ガーディアンズ (ドラフト2位、2017年 - 2020年、2021年から味全ドラゴンズ)
- 2018年
  - ハ・ジェフン - KBOリーグ・SKワイバーンズ (ドラフト2位、2019年 - )

### その他
投手
- アブドラ・バラ - 元・野球パキスタン代表選手 (在籍時は練習生)
- 池戸昇太 - 最優秀防御率（2023年）
- 石川槙貴 - 最多勝利（2024年）
- 伊藤克 - 前期MVP (2017年)
- 岩根成海 - 最優秀防御率 (2011年)、後期MVP (2013年)
- 梅原伸亮 - 元・広島東洋カープ、途中よりコーチ兼任
- 大川学史 - 最多勝利、ベストナイン、年間MVP (2011年)
- オナシス・シレット - カープアカデミーからの派遣選手、最多セーブ (2013年)
- 亀山英輝
- 河本ロバート
- クルズ・アヤラ
- 小松剛 - 広島東洋カープからの派遣選手 (2013年)
- 斎藤雅俊 - 2009年、2010年主将
- 佐藤学 - 現・東北楽天ゴールデンイーグルス打撃投手
- シーザー・カブラル - 元ボルチモア・オリオールズ
- ゾーゾー・ウー - 野球ミャンマー代表
- 竹内裕太 - 最多勝利 (2019年)
- 多田野数人 - 元・クリーブランド・インディアンス。オークランド・アスレチックス傘下に所属しながら、2006年9月22日から10月12日までのスポット参戦。ドラフト1位で2008年より北海道日本ハムファイターズ→石川ミリオンスターズ
- 永川光浩 - 広島東洋カープからの派遣選手 (2012年)
- 中臺淳志 - 現・千葉ロッテマリーンズ打撃投手[1]
- 濵木迅也 - 2020年よりオリックス・バファローズ打撃投手[2]
- 福田真啓
- 宮路悠良
- 森倫太郎
- 箭内翔太 - YouTuberクーニンによる草野球チーム「クーニンズ」元選手、ワールドトライアウトMIP選手
- 和田一詩 - 元劇団四季ミュージカル俳優
- 渡邊隆洋 - オリックス・バファローズ打撃投手を経て、同球団スタッフ[3]

捕手
- 上野純輝
- 小野知久 - ベストナイン (2013年、2014年)
- 加藤光成 - 現・福岡ソフトバンクホークスブルペン捕手
- 佐々木祐弥 - ベストナイン (2020年)
- 中村亘佑 - 広島東洋カープからの派遣選手 (2012年)
- 垂井佑樹 - ベストナイン (2017年)、2018年主将
- 丹治崇人 - ベストナイン (2022年)
- 宮下直季 - 2017年より横浜DeNAベイスターズブルペン捕手
- 山村裕也 - ベストナイン (2010年、2011年)、リーグチャンピオンシップMVP (2011年)、2012年よりNPB審判員[4]。元NPB選手・審判員の山村達也の子息[5]。

内野手
- アレハンドロ・セゴビア - 元・東北楽天ゴールデンイーグルス
- アンディ・アティング - アテネオリンピック野球オーストラリア代表
- アントニー・ホーキンス - 最多本塁打 (2016年)
- 柏木寿志 - ベストナイン（2023年・2024年）
- 川原輝 - 2011年主将
- 國信貴裕 - ベストナイン (2011年)
- 小林義弘 - 最多打点 (2014年、2016年)、ベストナイン (2015年 - 2017年)、2016年、2017年主将。
- 小松崎大地 - 現・競輪選手。2007年主将。在籍時は外野手経験もあり。
- 佐藤靖剛 - 最多打点、ベストナイン (2021年)、2021年主将。
- 白川大輔 - 元・千葉ロッテマリーンズ
- 新城翔太 - 首位打者、最多盗塁、ベストナイン (2020年)
- 武岡大聖 - 2022年主将
- 張賢眞 - 登録名「ヒョンジン」
- 張泰山 - 元・統一セブンイレブン・ライオンズ
- 松嶋亮太 - ベストナイン (2013年 - 2015年)、前期MVP (2011年)。2013年、2014年主将。2021年より島根県立浜田高等学校野球部長[6]。
- 安井勇輝 - 2019年主将 (8月19日まで)。在籍中は外野手経験もあり。
- 山口寛史 - 2005年、2006年主将
- 山本健士 - 元・アメリカ独立リーグ
- 李學周 - 退団後、2019年よりKBOサムスン・ライオンズに入団 (新人ドラフト2次指名)。

外野手
- 井生広大 - 2015年主将
- 伊奈龍哉 - 元・福岡ソフトバンクホークス
- 宇佐美真太 - ベストナイン (2021年)
- 岡嵜雄介 - 退団後、武田高等学校野球部監督
- 大谷真徳 - 首位打者、最多打点 (2014年)、ベストナイン (2013年、2014年)、年間MVP (2013年)
- 大谷龍次 - 元・千葉ロッテマリーンズ、ベストナイン (2013年)
- 金谷良太 - ベストナイン (2005年)
- 神谷厚毅 - ベストナイン (2010年)
- グレアム義季サイモン - 最多盗塁、ベストナイン (2005年)
- 塩崎栄多
- 関口大志 - 2012年主将
- 田久保賢植
- 寺岡丈翔 - 最多本塁打、最多打点、MVP、ベストナイン（2024年）
- 友居京太郎 - 2020年主将
- 西村悟 - ベストナイン (2006年)
- 根鈴雄次 - 引退後、アシスタントコーチ (2013年)
- 橋本球史 - 最多盗塁、ベストナイン (2016年)、2018年より野手コーチ。
- 増田将馬 - 最多盗塁、ベストナイン（2023年）、増田大輝の弟。在籍時は内野手経験もあり。
- 谷田成吾 - 引退後、2019年12月19日より2023年1月まで球団代表。
- 吉村旬平 - ベストナイン (2014年)
- 鷲谷綾平 - ベストナイン (2015年)

## 歴代監督
- 小野和幸（2005年 - 2006年）
- 白石静生（2007年 - 2008年）
- 森山一人（2008年）※監督代行
- 堀江賢治（2009年 - 2010年）
- 斉藤浩行（2011年）
- 島田直也（2012年 - 2014年）
- 中島輝士（2015年 - 2016年）
- 養父鐵（2017年）
- 石井貴（2018年）
- 牧野塁（2019年）
- 吉田篤史（2020年 - 2021年）